# Moritz Borman
Moritz Borman (* 1955) ist ein deutschstämmiger Filmproduzent, der vor allem in Hollywood aktiv ist. Seine Karriere umfasst sowohl große Studio-Produktionen als auch Independent-Filme in unterschiedlichen Genres.

## Leben
Borman 
absolvierte seinen Master am American Film Institute in Los Angeles und produzierte danach Programme für europäische Fernsehsender sowie Werbespots für führende internationale Marken. Seine erste Spielfilmproduktion war John Hustons Unter dem Vulkan (1984), der zwei „Oscar“-Nominierungen erhielt. Von da an konzentrierte er sich ausschließlich auf Spielfilme.
Ende der 90er-Jahre gründete Borman die Filmfinanzierungsfirma Pacifica Film, die durch die von ihm initiierten deutschen Medienfonds über 300 Mio. USD in zahlreiche Studioproduktionen investierte. Im Jahr 2000 fusionierte Pacifica mit Intermedia Films zum größten unabhängigen Produktions- und Finanzierungsunternehmen in Hollywood mit über 250 Mitarbeitern und Borman wurde deren CEO. Im selben Jahr brachte er das neue Unternehmen an die deutsche Börse, wodurch zusätzlich 287 Mio. EUR Kapital generiert wurden. Nach drei Jahren verließ Borman seinen Posten als CEO und wurde wieder bei der Produktion von Spielfilmen aktiv.
Moritz Borman initiierte und leitete die Herstellung einer Vielzahl von Filmen, darunter komplexe Studio-Projekte wie auch künstlerisch anspruchsvolle Indie-Produktionen. Seine Filmografie beinhaltet über 35 Hollywood-Produktionen. Zu seinen bekanntesten Filmen gehören einige Werke von Oliver Stone: Snowden (2016), Savages (2012), World Trade Center (2006), Alexander (2004) und W. – Ein missverstandenes Leben (2008). Weitere Produktionen Bortmanns waren unter anderem Terminator 3 – Rebellion der Maschinen (2003) und Terminator: Die Erlösung (2009), Der stille Amerikaner (2002), K-19 – Showdown in der Tiefe (2002), Wedding Planner – Verliebt, verlobt, verplant (2001) und Nurse Betty (2000). Seine Filme haben bis zum Jahr 2023 knapp 2 Mrd. USD an der internationalen Kinokasse eingespielt.

## Engagement und Mitgliedschaften
- Mitglied der Academy of Motion Picture Arts and Sciences
- Vorsitzender des Tony Fitzjohn/George Adamson African Wildlife Preservation Trust[9]

## Filmografie (Auswahl)
- 1984: Unter dem Vulkan (Under the Volcano)
- 1986: Das Feuerschiff
- 1989: Homer und Eddie (Homer and Eddie)
- 1989: Georg Elser – Einer aus Deutschland
- 2000: The Crow III – Tödliche Erlösung (The Crow: Salvation)
- 2000: Ein Heißer Coup (Where the Money Is)
- 2000: Nurse Betty
- 2001: Über kurz oder lang (Blow Dry)
- 2001: Wedding Planner – Verliebt, verlobt, verplant (Wedding Planner)
- 2002: Dark Blue
- 2002: Der Stille Amerikaner (The Quiet American)
- 2002: K-19 – Showdown in der Tiefe (K-19: The Widowmaker)
- 2003: Terminator 3 – Rebellion der Maschinen (Terminator 3: Rise of the Machines)
- 2003: Basic – Hinter jeder Lüge eine Wahrheit (Basic)
- 2003: Das Leben des David Gale (The Life of David Gale)
- 2003: National Security
- 2004: Willkommen in Mooseport (Welcome to Mooseport)
- 2004: Alexander
- 2004: Suspect Zero
- 2004: Mindhunters
- 2006: World Trade Center
- 2006: Basic Instinct – Neues Spiel für Catherine Tramell (Basic Instinct 2)
- 2007: Joe’s Last Chance
- 2008: W. – Ein missverstandenes Leben (W.)
- 2009: Terminator: Die Erlösung (Terminator Salvation)
- 2012: Savages
- 2016: Snowden
- 2019: Playmobil – Der Film (Playmobil: The Movie)

## Weblink
- Moritz Borman bei IMDb